# Lycianthes howardiana
Lycianthes howardiana là loài thực vật có hoa trong họ Cà. Loài này được D'Arcy mô tả khoa học đầu tiên năm 1973.